# 야구권
야구권(일본어: 野球拳 야큐켄[*])은 일본 가위바위보의 한 장르이며, 연회의 흥을 돋구기 위한 기술로 발전했다.
최초의 야구권은 본가 야구권으로서, 1924년 10월경 에히메현 마쓰야마시에서 처음 만들어졌다. 마에다 고켄이 고안하였으며, 시간이 흐르며 게임이 벌칙게임처럼 변모하자 스스로 야구권 종가의 당주를 자처했다. 2015년 현재 4대 당주로서 사와다 타카토시가 그 명맥을 잇고있다. 한편, 야구권은 연회술로 퍼져나가 본가 야구권과 달리 1950 ~ 60년대에 이르러 패배한 쪽이 옷을 벗는 규칙이 정착되었다. 1969년 《콩트 55호의 라이벌 프로그램들을 날려버려!》에서 프로그램 코너로 야구권을 사용했고, 이때 규칙을 본가가 아닌, 술자리에서 옷을 벗기던 규칙을 채용해 야구권 규칙에 대한 잘못된 인식을 널리 전파했다.
본가 야구권은 가위바위보가 작은 비중을 차지하며 춤과 노래, 연주를 즐기는 것이지만, 파생된 야구권은 가위바위보가 주가 되며 패배시 벌칙이 주어진다는 것이 가장 큰 차이점이다.

## 역사

### 야구권 등장 이전
일본 가위바위보의 원형이 되는 놀이는 겐로쿠 시대 초기까지 거슬러 올라간다. 켄(拳, 권)은 두 사람이 마주보며 구호를 외치며 손과 손가락 동작으로 승부를 겨루던 놀이였는데, 겐로쿠 초기에 중국에서 나가사키현에 유비켄(拇拳)이라는 이름의 켄이 전해졌다. 유비켄은 손가락을 굽히는 방식과 구호에 따라 11개의 패턴이 있었다.
한편, 야구권이 등장하기 이전에 그와 가장 비슷했다고 여겨지는 켄은 요코하마켄(横濱拳)이다. 늦어도 막부 말기 개항 무렵, 요코하마의 유곽에서 이미 널리 행해졌던 것으로 파악된다.

### 본가 야구권의 역사
본가 야구권의 탄생은 1924년 10월에 이뤄졌다. 다카마쓰시 북부에 야시마 그라운드가 완공된 기념으로, 마쓰야마시에서 인근 지역 실업 야구팀들이 모여 야구 대회가 열렸는데, 대회에 참가한 이요 철도전기 팀은 다카마쓰 상업 고등학교 동문으로 조직된 다카마쓰 상고 클럽에 0대 8로 대패했다. 그날 밤, 다카마쓰 시내의 숙박시설에서 친목회가 열렸고, 팀마다 흥을 띄우기 시작했는데, 이마저도 다카마쓰 상고가 실력이 뛰어났다. 당시 이요 철도전기 야구팀의 매니저인 마에다 고켄은 즉흥적으로 자신이 생각한 노래와 안무를 팀원들에게 가르쳤다. 이것이 첫 야구권의 형태였으며, 이날 불렀던 가사는 "야구를 한다면 이렇게 하자, 던지면 이렇게 치고, 친것은 이렇게 받고~"였다. 노래와 샤미센에 맞춰 이요 철도전기 선수단 전원이 유니폼을 입고 춤을 춰 큰 호응을 얻었다.
1954년 와카하라 이치로와 데루기쿠의 《야구켄》(킹 레코드), 쿠보 유키에와 타카쿠라 빈의 《야구권》(콜롬비아), 아오키 하루미의 《야구켄》(빅터)가 잇달아 발매되며 야구권 붐이 일어났다. 노래에는 야구권 가사가 삽입되어 있거나, 개사되어 있었다. 이와 겹쳐 구라시키시가 야구권의 원조라는 소문이 생겨, 결국 저작권을 신청해 1955년 4월 저작권을 얻었다.
1965년 마에다 고켄은 원조 야구권을 이어나가기 위해 당주 제도를 만들어, 스스로 초대 당주가 되었다. 2015년 기준으로, 일본의 북 연주자 사와다 타카토시가 4대 당주로서, 그 명맥을 이어나가고 있다.

## 성인 게임으로 변한 야구권
창시자 마에다 고겐이 만든 야구권은 성적인 내용이 전혀 없는 유희였지만, 연회술의 하나였기 때문에 술자리를 통해 널리 퍼지게 된다. 쇼와 30년대(1955년 ~ 1964년)에 이르면, 현재와 같은 "가위바위보에서 지면 옷을 벗어야한다"는 규칙이 정착했다.
1969년, 니혼 TV의 버라이어티 프로그램인 《콩트 55호의 라이벌 프로그램들을 날려버려!》에서 벌칙으로 소개되어 잘못된 룰이 전국적으로 알려지게 되었다. 후에 《콩트55호의 야구권!!》이라는 프로그램까지 생겼으며, 프로그램에서는 여성 게스트가 패배해서 벗겨진 옷을 즉석에서 경매로 관객에게 낙찰시켜버렸다. 같은해 어린이 애니메이션 《재채기 대마왕》에서도 야구권이 탈의하는 게임으로 묘사되기도 했다.
전자 오락으로서 최초의 야구권 게임은 1981년 허드슨 소프트에서 제작한 《야구권》이며, 이후로도 탈의 야구권을 소재로 한 많은 게임들이 제작되어왔다. 야구권 게임은 2007년에 한국으로 처음 수입되었다.

### 주해
1. ↑  최초의 성인용 비디오 게임이기도 하다.

### 참조
1. 1 2 3  “本当は脱がない「野球拳」　松山発祥、90年の歴史” (일본어). 니혼케이자이 신문. 2014년 6월 30일. 2014년 7월 1일에 원본 문서에서 보존된 문서. 2015년 9월 9일에 확인함.
2. 1 2  “清國南京人遊行横濱拳” (일본어). 고베 대학 부속 도서관. 2015년 9월 9일에 원본 문서에서 보존된 문서. 2015년 9월 9일에 확인함.
3. ↑  “松山正統野球拳” (일본어). 에히메 신문. 1963년 2월 24일. 2007년 8월 20일에 원본 문서에서 보존된 문서. 2015년 9월 9일에 확인함.
4. ↑  “ハドソンHuPACK・野球拳の世界” (일본어). OPENSPACE-FUKUOKA. 2016년 2월 5일에 원본 문서에서 보존된 문서. 2016년 2월 5일에 확인함.
5. ↑  “AK커뮤니케이션즈, 성인용 PSP 게임 '올스타 야구권' 발매”. 동아일보. 2007년 4월 13일. 2015년 9월 9일에 확인함.

## 같이 보기
- 가위바위보